# 7,5 cm Infanteriegeschütz 42
7,5 cm Infanteriegeschütz 42, сокращённо 7,5 cm IG 42 (нем. 7,5 см пехотное орудие 1942 года) — немецкое полковое (пехотное) орудие, состоявшее на вооружении Вермахта в годы Второй мировой войны. Создавалось в качестве замены 7,5 cm leIG 18. Несмотря на то, что в производстве наметились серьёзные проблемы, первые единицы всё же поступили на службу вермахта в 1944 году. Первые экземпляры были оснащены дульным тормозом, а всего удалось произвести 1450 орудий.